# شيروان (شيروان)
شیروان (بالفارسية: شیروان) هي مستوطنة تقع في إيران في قسم شیروان الريفي. يقدر عدد سكانها بـ 1,101 نسمة .